# Рахим-хан Челебианлу
Рахим-хан Челебианлу (азерб. رحیم خان چلبیانلو, Hacı Rəhim xan Çələbiyanlı, перс. رحیم خان چلبیانلو‎; род. 1820 — ум. 1911) — генерал-майор персидской армии. Известен также под именем Сердар-Нусрат.

## Биография
Гаджи Рахим-хан родился в 1820 года в азербайджанской семье в одном из карадагских селений Иранского Азербайджана и был вторым сыном Гаджи Али-хана Челебианлу. До революции 1905—1911 был пограничный комиссаром. Для разбора совместно с русским комиссаром взаимных претензий русских и персидских кочевников и оседлого пограничного с Россией населения и для принятия мер к устранению враждебных между ними отношений был командирован в 1877 г. Азербайджанским наместником на Карадагский границу с Россией.
В 1908 году в Тебризе началось восстание против власти шаха. Шах направляет к Тебризу 25-тысячный отряд под начальством Рахим-хана, который окружает город со всех сторон и отрезает его от подвоза продовольствия. Все атаки Рахим-хана были отбиты. Защита города длилась 9 месяцев.
Против восставших выступали не только шахские отряды и местные реакционеры, но также банды караджедагцев во главе Рахим-ханом Челебианлу, отряды шахсевенов во главе с Насроллой-ханом Юртчи, отряды из Маранда, возглавляемые феодалом Шоджа-Незамом. Борьба происходила с переменным успехом и в июле; в августе 1908 г. реакционерам удалось занять почти весь Тебриз, за исключением части квартала Амирхиз, где укрепились революционные отряды Саттар-хана. Но Саттар и другие руководители тебризского восстания пользовались широкой поддержкой народных масс и их отряды непрерывно пополнялись добровольцами. К октябрю 1908 г. восставшим тебризцам удалось изгнать полностью из города шахские войска, и вооруженных реакционеров.
Войска Гаджи Самад-хан Мукаддама совместно с войсками Рахим-хана — предводителя племени челебианлуйцев — к весне 1909 года заняли все прилегающие к городу районы. В апреле конституционалисты согласились на переговоры, однако в конце апреля осада была снята российскими войсками, захватившими Тебриз по официально выраженной причине — «для облегчения страданий иностранных граждан». Российские войска разоружили конституционалистов и установили контроль над городом. Самад-хан поддерживал тесные связи с российскими войсками и, по-видимому, продолжал контролировать районы вокруг Табриза

Рахим-хан Челебани — карадагец, убеленный сединами старик лет шестидесяти, а может быть, и более. Имеет в Карадаге большие поместья и слывет за человека богатого. До последних лет был известен как «разбойник». Был чужд политики и политической жизнью страны не интересовался. Но начавшееся два года тому назад революционное движение выбило Рахим-хана из колен. Воспользовавшись моментом, когда страна очутилась в хаосе смуты, Рахим-хан объявил себя врагом конституции и с несколькими стами вооруженных всадников-карадагцев начал громить селения и разорять мирных жителей деревень. Делалось это с целью мешать революционерам в пропагандировании ими новых идей и смысла только что объявленной конституции среди крестьян.
На деятельность Рахим-хана обратил внимание меджлис. По его настоянию Рахим-хана арестовали, доставили в Тегеран и заточили в тюрьму. В тюрьме Рахим-хан просидел около года. В течение этого времени нельзя сказать, что он бездействовал. Плодом его тюремных размышлений было то, что в меджлисе появились его сторонники, хлопотавшие об освобождении, заключенного. Хлопоты, однако, не имели успеха. Но подвернулся повод, решивший дальнейшую участь старческих костей Рахим-хана.
На границе у Соук-Булага появились турецкие отряды с намерением силой оружия положить конец старому спору с Персией относительно определения границы. Тогда же возникли курдские беспорядки. Ни с турками, ни с курдами персияне ничего не могли поделать. Ждали помощи из Тегерана, но она не приходила. Друзья Рахим-хана в меджлисе вновь подняли вопрос о Рахим-хане. «Вот был бы военачальник! Задаст он трепку всем этим курдам и туркам! Только выпустите! Рахим-хан исправился!» И вот по требованию того же меджлиса, Рахим-хана освободили. «Исправившийся» и освобожденный Рахим-хан явился в меджлис и в присутствии депутатов и представителей правительства поклялся отныне быть всегда за народ, конституцию и дорогую отчизну. Ему поверили.
Рахим-хан приехал в Тавриз в то время, когда его помощь в борьбе с турками и курдами уже оказалась излишней. Он поселился в Тавризе, посещал энджумены, льстил революционерам и вел себя мирным гражданином. Через несколько месяцев случился белясуварский инцидент. Областной тавризский энджумен стал заботиться о том, как бы усмирить ходжабеклинское племя шахсеванов, замешанное в инциденте. Кому бы поручить это нелегкое дело? Пред членами энджумена предстал Рахим-хан — «Мне и больше никому. Я докажу народу моему свою преданность и сослужу ему службу». Опять поклялся. Опять поверили. Выдали из арсенала пушки, оружие, патроны, снарядили отряд конницы, что с конницей самого Рахим-хана составило более 1 000 человек, и послали «усмирять» ходжабеклинцев.
Рахим-хан к ходжабеклинцам и не думал ехать. В Карадаге живёт близкий родственник его, кажется, двоюродный брат, Керим-хан, человек богатый. С этим Керим-ханом Рахим-хан находится во вражде, продолжавшейся годами. Но Рахим-хан с Керим-ханом не мог никак справиться, потому что последний — тоже сила. И вот, набравшись новых сил, с пушками, большим запасом ружей и патронов, Рахим-хан отправился в родной Карадаг воевать не с врагами отечества, а со своим личным врагом.
Связи с Тавризом Рахим-хан все таки не порвал, но сообщил энджумену, что его по дороге задержали некоторые обстоятельства, но что он не сегодня-завтра непременно будет у шахсеванов, и в тавризской прогрессивной газете «Иттихад», издаваемой конституционалистами, поместил письмо следующего приблизительно содержания: «До меня дошли слухи, что враги мои распространяют про меня в народе ложное мнение, будто я — враг конституции. Это клевета. Я поклялся умереть за народ и жизнь моя принадлежит ему. Слуга народа Рахим-хан». В письме были даже стихи, вроде «к чему голова на плечах, если она не предназначена в жертву друзьям» и т. п.
Первые известия о начавшихся в Тегеране событиях застали Рахим-хана в борьбе с Керим-ханом. Рахим-хан тотчас же прислал письмо энджумену, в котором говорил, что он готов по первому приказу священного энджумена выступить со своим отрядом в Тегеран, дабы стать в ряды борцов за народную свободу. Энджумен поблагодарил Рахим-хана за готовность служить народу в Тегеране, заявив, что его служба у границы более необходима. Когда же из Тегерана пришло известие, что реакционеры взяли верх над конституционалистами, Рахим-хан оставил бесплодную перестрелку с Керим-ханом и прискакал в Тавриз помогать… реакционерам.
И пушки, ружья и патроны, которые он поклялся употребить на пользу народа, были использованы им во вред конституции.
Таков Рахим-хан.— «Закавказье», 8 июля 1908 г., № 152.

Поражение Рахим-хана, Табриз, 21 января. Из Карадага получено известие о сильном поражении Рахим-хана отрядом Ефрема. Рахим-хан, преследуемый Багир-ханом и сердаром Богадуром направился с остатком своих всадников к русской границе.— "Русское слово", 4 февраля (22 января) 1910 года.